# Quentin Richardson
Quentin L. Richardson (Chicago, 13. travnja 1980.) američki je profesionalni košarkaš. Igra na poziciji bek šutera, a može igrati i nisko krilo. Trenutačno je član NBA momčadi Miami Heata. Izabran je u 1. krugu (18. ukupno) NBA drafta 2000. od strane Los Angeles Clippersa.

## Sveučilište
Pohađao je sveučilište DePaul. U dvije godine igranja na sveučilištu Richardson je prosječno potizao 17.9 poena i 10.2 skokova te je postao prvi igrač u povijesti sveučilišta koji je imao 1000+ poena, 500+ skokova i 100+ postignutih trica. Nakon druge godine Richardson se prijavio na NBA draft.

## NBA karijera
Izabran je kao 18. izbor NBA drafta od strane Los Angeles Clippersa. Nakon četiri sezone u dresu Clippersa, Richardson je krajem sezone 2003./04. postao slobodan igrač te je potpisao za Phoenix Sunse. U sezoni 2004./05. Richardson je igrao fantastično te je sezonu završio s 226 postignutih trica. 29. prosinca 2004. Richardson je u utakmici s New Orleans Hornetsima postigao 9 trica te je tako postavio rekord franšize po broju postignutih trica u jednoj utakmici. Te sezone osvojio je i natjecanje u tricama, a sa Sunsima je ostvario finale Zapada gdje su izgubili od kasnijih prvaka San Antonio Spursa. U ljeto 2005. Richardson je mijenjan u New York Knickse zajedno s pravima na Natea Robinsona u zamjenu za Kurta Thomasa i Dijona Thompsona. Prve tri sezone s Knicksima bile su razočaravajuće jer je Richardson često bio ozlijeđen. U sezoni 2008./09. ozljede su ga zaobišle i prosječno je postizao 10.2 poena i 4.4 skokova. Na dan NBA drafta 2009. godine Richardson je mijenjan u Memphis Grizzliese u zamjenu za Darka Miličića. Međutim nije bio dugo član Grizzliesa jer je nakon tri tjedna ponovno mijenjan u Los Angeles Clipperse u zamjenu za Zacha Randolpha. Samo tri dana kasnije, tj. 20. srpnja 2009. Richardson je ponovno zamijenjen ali ovaj puta u Minnesota Timberwolvese za Sebastiana Telfaira, Marka Madsena i Craiga Smitha. Za manje od mjesec dana Richardson je po četvrti puta mijenjan, a ovaj puta je završio u redovima Miami Heata dok je Mark Blount otišao putem Minnesote.

## NBA statistika

### Regularni dio
| Godina    | Klub          | Odig. uta. | Uta. poč. | Min. | 2P%  | 3P%  | Sl. bac.% | Skok. | Asist. | Ukr. lop. | Blok. | Poena |
| --------- | ------------- | ---------- | --------- | ---- | ---- | ---- | --------- | ----- | ------ | --------- | ----- | ----- |
| 2000./01. | L.A. Clippers | 76         | 28        | 17.9 | .442 | .331 | .627      | 3.4   | .8     | .6        | .1    | 8.1   |
| 2001./02. | L.A. Clippers | 81         | 0         | 26.6 | .432 | .381 | .765      | 4.1   | 1.6    | 1.0       | .3    | 13.3  |
| 2002./03. | L.A. Clippers | 59         | 13        | 23.2 | .372 | .308 | .685      | 4.8   | .9     | .6        | .2    | 9.4   |
| 2003./04. | L.A. Clippers | 65         | 64        | 36.0 | .398 | .352 | .740      | 6.4   | 2.1    | 1.0       | .3    | 17.2  |
| 2004./05. | Phoenix       | 79         | 78        | 35.9 | .389 | .358 | .739      | 6.1   | 2.0    | 1.2       | .3    | 14.9  |
| 2005./06. | New York      | 55         | 43        | 26.2 | .355 | .340 | .670      | 4.2   | 1.6    | .7        | .1    | 8.2   |
| 2006./07. | New York      | 49         | 47        | 33.1 | .418 | .376 | .692      | 7.2   | 2.2    | .7        | .1    | 13.0  |
| 2007./08. | New York      | 65         | 65        | 28.3 | .359 | .322 | .682      | 4.8   | 1.8    | .7        | .2    | 8.1   |
| 2008./09. | New York      | 72         | 51        | 26.3 | .393 | .365 | .761      | 4.4   | 1.6    | .6        | .1    | 10.2  |
| Ukupno    |               | 601        | 389       | 28.0 | .398 | .354 | .712      | 5.0   | 1.6    | .8        | .2    | 11.5  |

### Doigravanje
| Godina    | Klub    | Odig. uta. | Uta. poč. | Min. | 2P%  | 3P%  | Sl. bac.% | Skok. | Asist. | Ukr. lop. | Blok. | Poena |
| --------- | ------- | ---------- | --------- | ---- | ---- | ---- | --------- | ----- | ------ | --------- | ----- | ----- |
| 2004./05. | Phoenix | 15         | 15        | 37.6 | .403 | .390 | .639      | 5.1   | 1.7    | 1.3       | .2    | 11.9  |
| Ukupno    |         | 15         | 15        | 37.6 | .403 | .390 | .639      | 5.1   | 1.7    | 1.3       | .2    | 11.9  |

## Vanjske poveznice
- Profil na NBA.com
- Profil  Arhivirana inačica izvorne stranice od 22. svibnja 2010. (Wayback Machine) na Basketball-Reference.com